# Miasto Jest Nasze

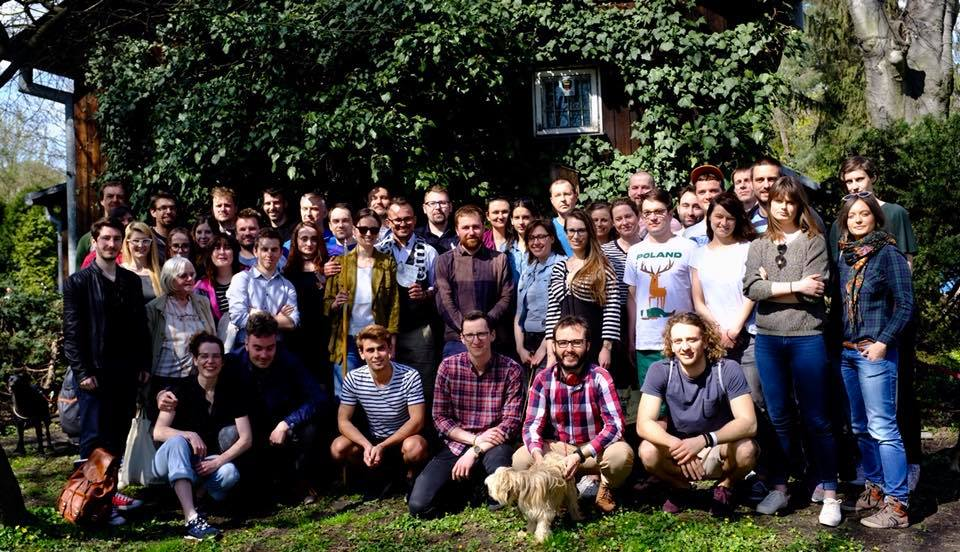
Активисты НКО Город наш.

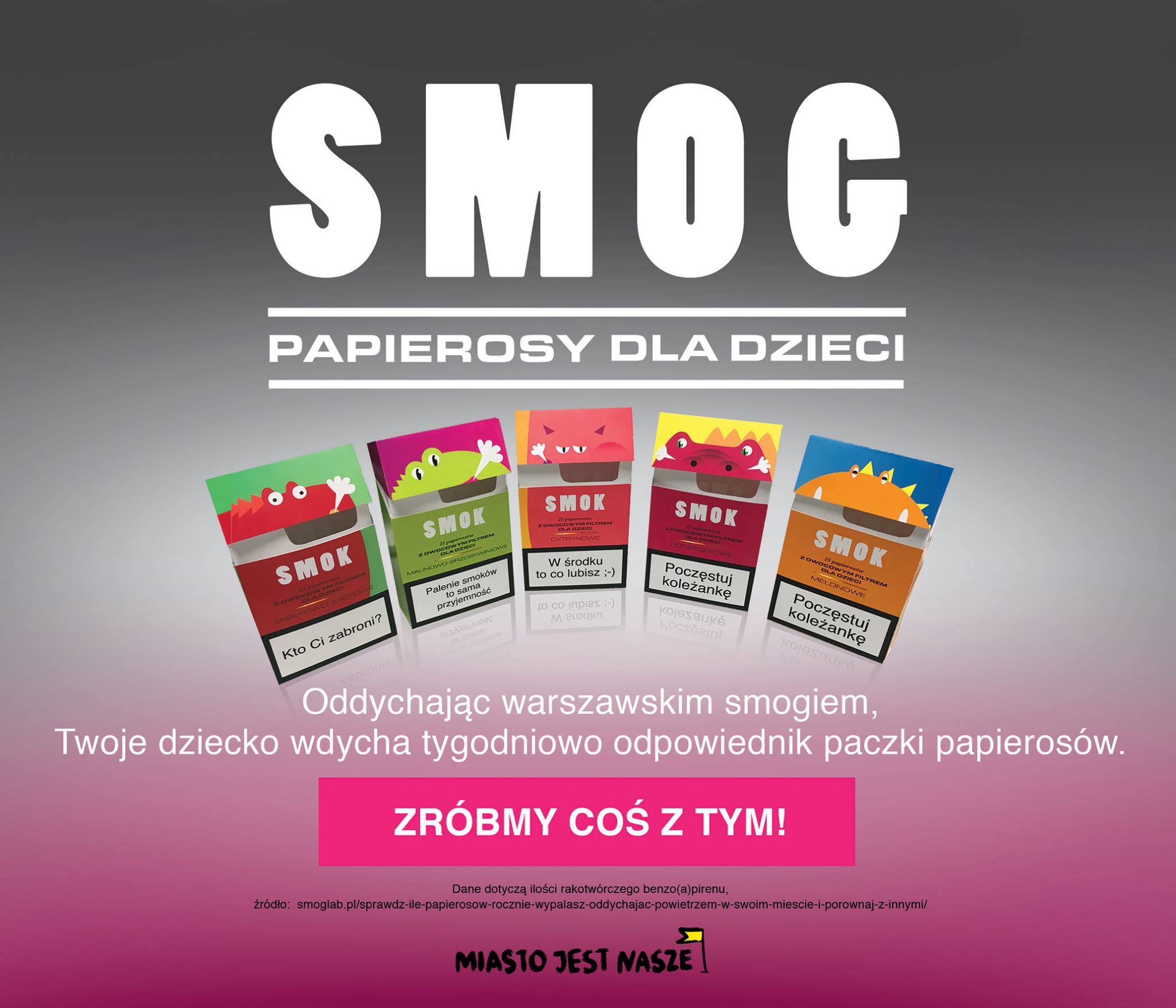

Город — наш (пол. Miasto Jest Nasze, MJN) — варшавское городское движение, зародившееся в октябре 2013 года.

## Организация
В состав организации входят более 250 городских активистов, работающих в 10 районах Варшавы. Движение возникло на волне оппозиции по отношению к политике мэра Варшавы Ханны Гронкевич-Вальц. Деятельность MJN фокусируется на таких проблемах как городской транспорт, охрана окружающей среды (особенно проблема Смога), порядок функционирования городской среды, реприватизация недвижимости, социальная вовлечённость населения в проблемы города, устойчивое развитие города, джентрификация, а также социальное исключение и маргинализация. Среди используемых методов ведения работы есть мониторинг и выявление нарушений в деятельности городских политиков и чиновников, внесение предложений по улучшению функционирования города, участие в консультациях в качестве социальных представителей на уровнях местного самоуправления и парламента, а также печать собственной периодики.
Первые действия MJN были связаны с кампанией по призыву проголосовать на референдуме в 2013 году об отставке мэра Варшавы Ханны Гронкевич-Вальц и защите кинотеатра «Фемина» от закрытия. Общенациональное внимание к действиям MJN принесло разоблачение организацией резонансных нарушений, связанных с реприватизацией недвижимости в Варшаве (особенно во время так называемого реприватизационного скандала), а в последующем также проблема смога.
В выборах в местное самоуправление в 2014 году от организации в 3 районных советах Варшавы прошли 7 представителей. В 2018 году в рамках общегородской коалиции городских движений в 7 районах Варшавы прошли 22 представителя, представители городских движений также стали заместителями глав в трёх районах города (Вавер, Жолибож, Охота). Кандидат в мэры Юстина Глусман заняла должность директора-координатора в департаменте по устойчивому развитию и зелени Варшавы.